# Ceroplesis minuta
Ceroplesis minuta là một loài bọ cánh cứng trong họ Cerambycidae.